# Rangliste des deutschen Fußballs/1960er
Dieser Artikel gibt eine Übersicht über die Historie der Rangliste des deutschen Fußballs des kicker-Sportmagazins in der Zeit von 1960 bis 1969.

## Chronik der 1960er Jahre
Erläuterung: Die Flagge vor dem Spielernamen gibt die Staatsbürgerschaft des Spielers an bzw. (bei doppelter Staatsbürgerschaft oder nach einem Wechsel der Staatsbürgerschaft) die Nationalmannschaft, für die der Spieler zum Zeitpunkt des Erscheinens der Rangliste spielte oder spielberechtigt war. Ist keine Flagge vor dem Namen eingefügt, so hatte der betreffende Spieler zum Zeitpunkt des Erscheinens der Rangliste die deutsche Staatsbürgerschaft.

### 1960
Veröffentlicht in der kicker-Ausgabe vom 27. Dezember 1960 (52/1960). Die Rangliste bewertet das gesamte Jahr 1960.
| Position      | Weltklasse                           | Internationale Klasse | Im weiteren Kreis der Nationalelf |
| ------------- | ------------------------------------ | --- | --- |
| Torhüter      | Hans Tilkowski (Westfalia Herne)     | Fritz Ewert (1. FC Köln) Fritz Herkenrath (Rot-Weiss Essen)                                                                          | Günter Sawitzki (VfB Stuttgart) Horst Schnoor (Hamburger SV) Otmar Groh (Kickers Offenbach) |
| Verteidiger   | Karl-Heinz Schnellinger (1. FC Köln) | Herbert Erhardt (SpVgg Fürth) Georg Stollenwerk (1. FC Köln) Friedel Lutz (Eintracht Frankfurt) Erich Juskowiak (Fortuna Düsseldorf) | Werner Olk (FC Bayern München) Friedel Rausch (Meidericher SV) Günter Seibold (VfB Stuttgart) |
| Stopper       | –                                    | Herbert Erhardt (SpVgg Fürth) Leo Wilden (1. FC Köln)                                                                                | Ingo Porges (FC St. Pauli) Willi Rihm (Karlsruher SC) Alfred Pyka (Westfalia Herne) Ferdinand Wenauer (1. FC Nürnberg) Friedel Lutz (Eintracht Frankfurt) Arnold Schütz (Werder Bremen)              |
| Außenläufer   | Horst Szymaniak (Karlsruher SC)      | Willi Giesemann (FC Bayern München) Helmut Benthaus (Westfalia Herne)                                                                | Willi Schulz (FC Schalke 04) Dieter Seeler (Hamburger SV) Aki Schmidt (Borussia Dortmund) Dieter Stinka (Eintracht Frankfurt) Jürgen Sundermann (Rot-Weiß Oberhausen) Jürgen Werner (Hamburger SV)   |
| Halbstürmer   | –                                    | Albert Brülls (Borussia Mönchengladbach) Helmut Haller (BC Augsburg) Günter Herrmann (Karlsruher SC)                                 | Hans Schäfer (1. FC Köln) Josef Marx (SV Sodingen) Aki Schmidt (Borussia Dortmund) Kurt Schulz (Tasmania Berlin) Klaus Stürmer (Hamburger SV) Alfred Horn (FC Bayern Hof) Helmut Faeder (Hertha BSC) |
| Rechtsaußen   | –                                    | – | Heinz Vollmar (1. FC Saarbrücken) Horst Assmy (Tennis Borussia Berlin) Carl-Heinz Rühl (SC Viktoria Köln) Richard Kreß (Eintracht Frankfurt) Willy Reitgaßl (Karlsruher SC)                          |
| Linksaußen    | –                                    | Gert Dörfel (Hamburger SV) | Heinz Vollmar (1. FC Saarbrücken) Heinz Hornig (Rot-Weiss Essen) |
| Mittelstürmer | Uwe Seeler (Hamburger SV)            | – | Jürgen Schütz (Borussia Dortmund) Christian Müller (1. FC Köln) Heinz Strehl (1. FC Nürnberg) |

### Sommer 1961
Veröffentlicht in der kicker-Ausgabe vom 24. Juli 1961 (30/1961). Die Rangliste bewertet das erste Halbjahr 1961.
| Position      | Weltklasse                           | Internationale Klasse                                                                                | Im weiteren Kreis der Nationalelf |
| ------------- | ------------------------------------ | --- | --- |
| Torhüter      | -                                    | Hans Tilkowski (Westfalia Herne) Fritz Ewert (1. FC Köln) Horst Schnoor (Hamburger SV)               | Günter Bernard (1. FC Schweinfurt 05) Günter Sawitzki (VfB Stuttgart) |
| Verteidiger   | Karl-Heinz Schnellinger (1. FC Köln) | Herbert Erhardt (SpVgg Fürth) Friedel Lutz (Eintracht Frankfurt)                                     | Helmut Hilpert (1. FC Nürnberg) Friedel Rausch (Meidericher SV) Günter Seibold (VfB Stuttgart) Georg Stollenwerk (1. FC Köln) |
| Stopper       | -                                    | Herbert Erhardt (SpVgg Fürth) Leo Wilden (1. FC Köln)                                                | Ferdinand Wenauer (1. FC Nürnberg) Jürgen Neumann (1. FC Kaiserslautern) Willi Rihm (Karlsruher SC) Friedel Lutz (Eintracht Frankfurt) Willi Giesemann (FC Bayern München) Ingo Porges (FC St. Pauli)                                      |
| Außenläufer   | Horst Szymaniak (Karlsruher SC)      | Jürgen Werner (Hamburger SV)                                                                         | Willi Schulz (FC Schalke 04) Jürgen Sundermann (Rot-Weiß Oberhausen) Willi Giesemann (FC Bayern München) Helmut Benthaus (TSV 1860 München) Dieter Seeler (Hamburger SV) Dieter Stinka (Eintracht Frankfurt) Josef Zenger (1. FC Nürnberg) |
| Halbstürmer   | -                                    | Albert Brülls (Borussia Mönchengladbach) Helmut Haller (BC Augsburg) Günter Herrmann (Karlsruher SC) | Kurt Schulz (Wuppertaler SV) Klaus Stürmer (Hamburger SV) Helmut Faeder (Hertha BSC) Josef Marx (Karlsruher SC) Werner Ipta (FC Schalke 04) Karl-Heinz Ripkens (1. FC Köln)                                                                |
| Rechtsaußen   | -                                    | Richard Kreß (Eintracht Frankfurt) Horst Assmy (FC Schalke 04)                                       | Gustav Flachenecker (1. FC Nürnberg) Heinz Vollmar (1. FC Saarbrücken) Carl-Heinz Rühl (SC Viktoria Köln) |
| Linksaußen    | -                                    | Gert Dörfel (Hamburger SV)                                                                           | Albert Brülls (Borussia Mönchengladbach) Heinz Vollmar (1. FC Saarbrücken) Otto Hartz (1. FC Phönix Lübeck) |
| Mittelstürmer | Uwe Seeler (Hamburger SV)            | - | Heinz Strehl (1. FC Nürnberg) Jürgen Schütz (Borussia Dortmund) |

### Winter 1961/62
Veröffentlicht in der kicker-Ausgabe vom 2. Januar 1962 (1/1962). Die Rangliste bewertet das zweite Halbjahr 1961.
| Position      | Weltklasse                           | Internationale Klasse                                                                                | Im weiteren Kreis der Nationalelf |
| ------------- | ------------------------------------ | --- | --- |
| Torhüter      | -                                    | Hans Tilkowski (Westfalia Herne)                                                                     | Horst Schnoor (Hamburger SV) Wolfgang Fahrian (TSG Ulm 1846) Fritz Ewert (1. FC Köln) Günter Bernard (1. FC Schweinfurt 05) Günter Sawitzki (VfB Stuttgart)                                                                                                 |
| Verteidiger   | Karl-Heinz Schnellinger (1. FC Köln) | Herbert Erhardt (SpVgg Fürth)                                                                        | Friedel Lutz (Eintracht Frankfurt) Hans Nowak (FC Schalke 04) Helmut Hilpert (1. FC Nürnberg) Friedel Rausch (Meidericher SV) Hermann Höfer (Eintracht Frankfurt) Werner Olk (FC Bayern München)                                                            |
| Stopper       | -                                    | Leo Wilden (1. FC Köln) Herbert Erhardt (SpVgg Fürth) Ferdinand Wenauer (1. FC Nürnberg)             | Heinz Steinmann (Schwarz-Weiß Essen) Jürgen Neumann (1. FC Kaiserslautern) Friedel Lutz (Eintracht Frankfurt) Ingo Porges (FC St. Pauli) |
| Außenläufer   | -                                    | Karl-Heinz Schnellinger (1. FC Köln)                                                                 | Willi Schulz (FC Schalke 04) Willi Giesemann (FC Bayern München) Hans Sturm (1. FC Köln) Stefan Reisch (1. FC Nürnberg) Jürgen Sundermann (Rot-Weiß Oberhausen) Josef Zenger (1. FC Nürnberg) Rolf Lederer (SV Waldhof Mannheim) Hans Arnold (VfR Mannheim) |
| Halbstürmer   | -                                    | Albert Brülls (Borussia Mönchengladbach) Helmut Haller (BC Augsburg) Günter Herrmann (Karlsruher SC) | Horst Trimhold (Schwarz-Weiß Essen) Werner Ipta (FC Schalke 04) Rolf Geiger (VfB Stuttgart) |
| Rechtsaußen   | -                                    | Richard Kreß (Eintracht Frankfurt) Engelbert Kraus (Kickers Offenbach)                               | Karl-Heinz Thielen (1. FC Köln) |
| Linksaußen    | -                                    | Albert Brülls (Borussia Mönchengladbach)                                                             | Gert Dörfel (Hamburger SV) Heinz Vollmar (1. FC Saarbrücken) |
| Mittelstürmer | Uwe Seeler (Hamburger SV)            | - | Heinz Strehl (1. FC Nürnberg) Engelbert Kraus (Kickers Offenbach) Erwin Stein (Eintracht Frankfurt) |

### Sommer 1962
nicht veröffentlicht

### Winter 1962/63
Veröffentlicht in der kicker-Ausgabe vom 17. Dezember 1962 (51/1962). Die Rangliste bewertet ausdrücklich nur das zweite Halbjahr 1962, obwohl im Sommer aufgrund der WM 1962 keine Rangliste erschienen war.
| Position      | Weltklasse                           | Internationale Klasse                                            | Im weiteren Kreis der Nationalelf |
| ------------- | ------------------------------------ | ---------------------------------------------------------------- | --- |
| Torhüter      | -                                    | Wolfgang Fahrian (TSG Ulm 1846) Hans Tilkowski (Westfalia Herne) | Günter Bernard (1. FC Schweinfurt 05) Horst Kirsch (Borussia Neunkirchen) Günter Sawitzki (VfB Stuttgart) Fritz Ewert (1. FC Köln) Manfred Manglitz (Bayer 04 Leverkusen) Helmut Traska (Rot-Weiß Oberhausen)              |
| Verteidiger   | Karl-Heinz Schnellinger (1. FC Köln) | Hans Nowak (FC Schalke 04)                                       | Friedel Lutz (Eintracht Frankfurt) Fritz Pott (1. FC Köln) Friedel Rausch (Meidericher SV) Herbert Erhardt (FC Bayern München) Jürgen Kurbjuhn (Hamburger SV) Josef Piontek (Werder Bremen) Werner Olk (FC Bayern München) |
| Stopper       | -                                    | Herbert Erhardt (FC Bayern München)                              | Leo Wilden (1. FC Köln) Ludwig Landerer (Eintracht Frankfurt) Heinz Steinmann (Schwarz-Weiß Essen) Ferdinand Wenauer (1. FC Nürnberg) Egon Horst (FC Schalke 04)                                                           |
| Außenläufer   | -                                    | Willi Schulz (FC Schalke 04) Jürgen Werner (Hamburger SV)        | Stefan Reisch (1. FC Nürnberg) Wilhelm Sturm (Borussia Dortmund) Max Lorenz (Werder Bremen) Jürgen Sundermann (SC Viktoria Köln) Willi Giesemann (FC Bayern München)                                                       |
| Halbstürmer   | -                                    | -                                                                | Jürgen Schütz* (Borussia Dortmund) Timo Konietzka* (Borussia Dortmund) Horst Trimhold (Schwarz-Weiß Essen) Wolfgang Solz (Eintracht Frankfurt) Hans Küppers (TSV 1860 München) Werner Ipta (FC Schalke 04)                 |
| Rechtsaußen   | -                                    | -                                                                | Engelbert Kraus (Kickers Offenbach) Karl-Heinz Thielen (1. FC Köln) Willi Koslowski (FC Schalke 04) Alfred Heiß (TSV 1860 München)                                                                                         |
| Linksaußen    | -                                    | -                                                                | Gert Dörfel (Hamburger SV) Alfred Heiß (TSV 1860 München) Werner Görts (Bayer 04 Leverkusen) Manfred Greif (Holstein Kiel)                                                                                                 |
| Mittelstürmer | Uwe Seeler (Hamburger SV)            | Heinz Strehl (1. FC Nürnberg)                                    | Willi Koslowski (FC Schalke 04) Erwin Stein (Eintracht Frankfurt) Christian Müller (1. FC Köln) |

* Die beiden Spieler Schütz und Konietzka standen auf dem Sprung in die Internationale Klasse.

### Sommer 1963
Veröffentlicht in der kicker-Ausgabe vom 8. Juli 1963 (27/1963). Die Rangliste bewertet das erste Halbjahr 1963.
| Position      | Weltklasse                           | Internationale Klasse | Im weiteren Kreis der Nationalelf |
| ------------- | ------------------------------------ | --- | --- |
| Torhüter      | -                                    | Wolfgang Fahrian (TSG Ulm 1846) Hans Tilkowski (Borussia Dortmund)                                                             | Günter Bernard (Werder Bremen) Horst Kirsch (Borussia Neunkirchen) Günter Sawitzki (VfB Stuttgart) Fritz Ewert (1. FC Köln) Manfred Manglitz (Meidericher SV) Bernhard Wessel (Borussia Dortmund) |
| Verteidiger   | Karl-Heinz Schnellinger (1. FC Köln) | Hans Nowak (FC Schalke 04) | Jürgen Kurbjuhn (Hamburger SV) Friedel Lutz (Eintracht Frankfurt) Fritz Pott (1. FC Köln) Friedel Rausch (FC Schalke 04) Rudolf Steiner (TSV 1860 München)                                        |
| Stopper       | -                                    | Leo Wilden (1. FC Köln) | Ludwig Landerer (Eintracht Frankfurt) Herbert Erhardt (FC Bayern München) Ferdinand Wenauer (1. FC Nürnberg) Wolfgang Paul (Borussia Dortmund) Egon Horst (FC Schalke 04)                         |
| Außenläufer   | -                                    | Willi Schulz (FC Schalke 04) Jürgen Werner (Hamburger SV) Hans Sturm (1. FC Köln) Stefan Reisch (1. FC Nürnberg)               | Wilhelm Sturm (Borussia Dortmund) Max Lorenz (Werder Bremen) Jürgen Neumann (1. FC Kaiserslautern)                                                                                                |
| Halbstürmer   | -                                    | Jürgen Schütz (Borussia Dortmund) Timo Konietzka (Borussia Dortmund) Hans Schäfer (1. FC Köln) Aki Schmidt (Borussia Dortmund) | Hans Küppers (TSV 1860 München) |
| Rechtsaußen   | -                                    | - | Karl-Heinz Thielen (1. FC Köln) Alfred Heiß (TSV 1860 München) Reinhold Wosab (Borussia Dortmund)                                                                                                 |
| Linksaußen    | -                                    | - | Alfred Heiß (TSV 1860 München) Heinz Hornig (1. FC Köln) Gert Dörfel (Hamburger SV) |
| Mittelstürmer | -                                    | Uwe Seeler (Hamburger SV) | Christian Müller (1. FC Köln) Heinz Strehl (1. FC Nürnberg) Erwin Stein (Eintracht Frankfurt) Rudolf Brunnenmeier (TSV 1860 München) Willi Koslowski (FC Schalke 04)                              |

### Winter 1963/64
Veröffentlicht in der kicker-Ausgabe vom 30. Dezember 1963 (52/1963). Die Rangliste bewertet das zweite Halbjahr 1963. Sie ist die erste nach der Einführung der Bundesliga zur Saison 1963/64.
| Position      | Weltklasse                | Internationale Klasse | Im weiteren Kreis der Nationalelf |
| ------------- | ------------------------- | --- | --- |
| Torhüter      | -                         | Wolfgang Fahrian (TSG Ulm 1846) Hans Tilkowski (Borussia Dortmund) Fritz Ewert (1. FC Köln) Günter Sawitzki (VfB Stuttgart)                               | Manfred Manglitz (Meidericher SV) |
| Verteidiger   | -                         | Hans Nowak (FC Schalke 04) Jürgen Kurbjuhn (Hamburger SV)                                                                                                 | Friedel Lutz (Eintracht Frankfurt) Fritz Pott (1. FC Köln) Hans-Günter Schimmöller (Hertha BSC) Horst-Dieter Höttges (Borussia Mönchengladbach) Rudolf Steiner (TSV 1860 München) Werner Olk (FC Bayern München) |
| Stopper       | -                         | Leo Wilden (1. FC Köln) | Peter Kaack (Eintracht Braunschweig) Ferdinand Wenauer (1. FC Nürnberg) Egon Horst (FC Schalke 04) Klaus-Dieter Sieloff (VfB Stuttgart)                                                                          |
| Außenläufer   | -                         | Willi Schulz (FC Schalke 04) Stefan Reisch (1. FC Nürnberg) Hans Sturm (1. FC Köln) Aki Schmidt (Borussia Dortmund)                                       | Wolfgang Weber (1. FC Köln) Wilhelm Sturm (Borussia Dortmund) Max Lorenz (Werder Bremen) Jürgen Neumann (1. FC Kaiserslautern) Rudi Entenmann (VfB Stuttgart)                                                    |
| Halbstürmer   | -                         | Werner Krämer (Meidericher SV) Timo Konietzka (Borussia Dortmund) Hans Schäfer (1. FC Köln) Aki Schmidt (Borussia Dortmund) Wolfgang Overath (1. FC Köln) | Diethelm Ferner (Werder Bremen) Hans Küppers (TSV 1860 München) Gerhard Elfert (SV Arminia Hannover) |
| Rechtsaußen   | -                         | - | Reinhard Libuda (FC Schalke 04) Klaus Gerwien (Eintracht Braunschweig) Karl-Heinz Thielen (1. FC Köln) Alfred Heiß (TSV 1860 München) Reinhold Wosab (Borussia Dortmund)                                         |
| Linksaußen    | -                         | Gert Dörfel (Hamburger SV) | Alfred Heiß (TSV 1860 München) Heinz Hornig (1. FC Köln) Werner Görts (Bayer 04 Leverkusen) |
| Mittelstürmer | Uwe Seeler (Hamburger SV) | - | Rudolf Brunnenmeier (TSV 1860 München) Christian Müller (1. FC Köln) |

### Sommer 1964
Veröffentlicht in der kicker-Ausgabe vom 6. Juli 1964 (27/1964). Die Rangliste bewertet das erste Halbjahr 1964.
| Position      | Weltklasse                | Internationale Klasse | Im weiteren Kreis der Nationalelf |
| ------------- | ------------------------- | --- | --- |
| Torhüter      | -                         | Hans Tilkowski (Borussia Dortmund) Wolfgang Fahrian (TSG Ulm 1846) Manfred Manglitz (Meidericher SV)                                                                                  | Fritz Ewert (1. FC Köln) Günter Sawitzki (VfB Stuttgart) |
| Verteidiger   | -                         | Hans Nowak (FC Schalke 04) | Friedel Lutz (Eintracht Frankfurt) Rudolf Steiner (TSV 1860 München) Theodor Redder (Borussia Dortmund) Horst-Dieter Höttges (Borussia Mönchengladbach) Jürgen Kurbjuhn (Hamburger SV) |
| Stopper       | -                         | Willi Giesemann (Hamburger SV) Klaus-Dieter Sieloff (VfB Stuttgart) Leo Wilden (1. FC Köln)                                                                                           | Peter Kaack (Eintracht Braunschweig) Egon Horst (FC Schalke 04) |
| Außenläufer   | -                         | Willi Schulz (FC Schalke 04) Wolfgang Weber (1. FC Köln) Stefan Reisch (1. FC Nürnberg)                                                                                               | Harry Bähre (Hamburger SV) Wilhelm Sturm (Borussia Dortmund) Hans Sturm (1. FC Köln)                                                                                                   |
| Halbstürmer   | -                         | Werner Krämer (Meidericher SV) Wolfgang Overath (1. FC Köln) Rolf Geiger (VfB Stuttgart) Timo Konietzka (Borussia Dortmund) Hans Schäfer (1. FC Köln) Aki Schmidt (Borussia Dortmund) | Hans Küppers (TSV 1860 München) Horst Trimhold (Eintracht Frankfurt) |
| Rechtsaußen   | -                         | - | Reinhard Libuda (FC Schalke 04) Karl-Heinz Thielen (1. FC Köln) Alfred Heiß (TSV 1860 München) Engelbert Kraus (TSV 1860 München) Reinhold Wosab (Borussia Dortmund)                   |
| Linksaußen    | -                         | Gert Dörfel (Hamburger SV) | Alfred Heiß (TSV 1860 München) |
| Mittelstürmer | Uwe Seeler (Hamburger SV) | - | Hannes Löhr (Sportfreunde 05 Saarbrücken) Rudolf Brunnenmeier (TSV 1860 München) |

### Winter 1964/65
Veröffentlicht in der kicker-Ausgabe vom 28. Dezember 1964 (52/1964). Die Rangliste bewertet das zweite Halbjahr 1964.
| Position      | Weltklasse                         | Internationale Klasse | Im weiteren Kreis der Nationalelf |
| ------------- | ---------------------------------- | --- | --- |
| Torhüter      | Hans Tilkowski (Borussia Dortmund) | - | Wolfgang Fahrian (Hertha BSC) Manfred Manglitz (Meidericher SV) Fritz Ewert (1. FC Köln) Günter Sawitzki (VfB Stuttgart)                                           |
| Verteidiger   | -                                  | Hans Nowak (FC Schalke 04) Bernd Patzke (TSV 1860 München)                                                                                                | Friedel Lutz (Eintracht Frankfurt) Rudolf Steiner (TSV 1860 München) Horst-Dieter Höttges (Werder Bremen) Jürgen Kurbjuhn (Hamburger SV) Jürgen Rumor (1. FC Köln) |
| Stopper       | -                                  | Willi Giesemann (Hamburger SV) Klaus-Dieter Sieloff (VfB Stuttgart)                                                                                       | Peter Kaack (Eintracht Braunschweig) Willi Schulz (FC Schalke 04)                                                                                                  |
| Außenläufer   | -                                  | Willi Schulz (FC Schalke 04) | Wolfgang Weber (1. FC Köln) Stefan Reisch (1. FC Nürnberg) Wilhelm Sturm (Borussia Dortmund) Hans Sturm (1. FC Köln)                                               |
| Halbstürmer   | -                                  | Werner Krämer (Meidericher SV) Wolfgang Overath (1. FC Köln) Timo Konietzka (Borussia Dortmund) Hans Schäfer (1. FC Köln) Aki Schmidt (Borussia Dortmund) | Rolf Geiger (VfB Stuttgart) Hans Küppers (TSV 1860 München) Horst Trimhold (Eintracht Frankfurt) Diethelm Ferner (Werder Bremen)                                   |
| Rechtsaußen   | -                                  | - | Rudolf Brunnenmeier (TSV 1860 München) Klaus Gerwien (Eintracht Braunschweig) Alfred Heiß (TSV 1860 München) Karl-Heinz Thielen (1. FC Köln)                       |
| Linksaußen    | -                                  | - | Heinz Hornig (1. FC Köln) Gert Dörfel (Hamburger SV) Alfred Heiß (TSV 1860 München)                                                                                |
| Mittelstürmer | Uwe Seeler (Hamburger SV)          | - | Christian Müller (1. FC Köln) Rudolf Brunnenmeier (TSV 1860 München)                                                                                               |

### Sommer 1965
Veröffentlicht in der kicker-Ausgabe vom 19. Juli 1965 (29/1965). Die Rangliste bewertet das erste Halbjahr 1965.
| Position      | Weltklasse                         | Internationale Klasse | Im weiteren Kreis der Nationalelf |
| ------------- | ---------------------------------- | --- | --- |
| Torhüter      | Hans Tilkowski (Borussia Dortmund) | - | Manfred Manglitz (Meidericher SV) Toni Schumacher (1. FC Köln) Wolfgang Fahrian (Hertha BSC) |
| Verteidiger   | -                                  | Hans Nowak (FC Bayern München) Bernd Patzke (TSV 1860 München) Josef Piontek (Werder Bremen)                                   | Horst-Dieter Höttges (Werder Bremen) Theodor Redder (Borussia Dortmund) Holger Dieckmann (Hamburger SV) Peter Blusch (Eintracht Frankfurt) |
| Stopper       | -                                  | Klaus-Dieter Sieloff (VfB Stuttgart)                                                                                           | Willi Giesemann (Hamburger SV) Willi Schulz (Hamburger SV) |
| Außenläufer   | -                                  | Wolfgang Weber (1. FC Köln) Willi Schulz (Hamburger SV)                                                                        | Franz Beckenbauer (FC Bayern München) Max Lorenz (Werder Bremen) Heinz Steinmann (Werder Bremen) Wilhelm Sturm (Borussia Dortmund) |
| Halbstürmer   | -                                  | Werner Krämer (Meidericher SV) Wolfgang Overath (1. FC Köln) Timo Konietzka (TSV 1860 München) Hans Küppers (TSV 1860 München) | Hannes Löhr (1. FC Köln) Günter Netzer (Borussia Mönchengladbach) Jupp Heynckes (Borussia Mönchengladbach) Aki Schmidt (Borussia Dortmund) Diethelm Ferner (Werder Bremen) Peter Grosser (TSV 1860 München) Lothar Ulsaß (Eintracht Braunschweig) Hans Schäfer (1. FC Köln) |
| Rechtsaußen   | -                                  | - | Rudolf Brunnenmeier (TSV 1860 München) Alfred Heiß (TSV 1860 München) Reinhard Libuda (Borussia Dortmund) Karl-Heinz Thielen (1. FC Köln) |
| Linksaußen    | -                                  | Heinz Hornig (1. FC Köln) | Gert Dörfel (Hamburger SV) Reinhard Libuda (Borussia Dortmund) Alfred Heiß (TSV 1860 München) |
| Mittelstürmer | Uwe Seeler (Hamburger SV)          | - | Rudolf Brunnenmeier (TSV 1860 München) Walter Rodekamp (Hannover 96) Heinz Strehl (1. FC Nürnberg) Bernd Rupp (Borussia Mönchengladbach) |

### Winter 1965/66
Veröffentlicht in der kicker-Ausgabe vom 27. Dezember 1965 (52/1965). Die Rangliste bewertet das zweite Halbjahr 1965.
| Position      | Weltklasse                         | Internationale Klasse | Im weiteren Kreis der Nationalelf |
| ------------- | ---------------------------------- | --- | --- |
| Torhüter      | Hans Tilkowski (Borussia Dortmund) | - | Günter Bernard (Werder Bremen) Manfred Manglitz (Meidericher SV) Peter Kunter (Eintracht Frankfurt)                                      |
| Verteidiger   | -                                  | Horst-Dieter Höttges (Werder Bremen) Josef Piontek (Werder Bremen) Bernd Patzke (TSV 1860 München)                                             | Friedel Lutz (Eintracht Frankfurt) Max Lorenz (Werder Bremen) Theodor Redder (Borussia Dortmund)                                         |
| Stopper       | Wolfgang Weber (1. FC Köln)        | Klaus-Dieter Sieloff (VfB Stuttgart) Franz Beckenbauer (FC Bayern München)                                                                     | Friedel Lutz (Eintracht Frankfurt) Heinz Steinmann (Werder Bremen)                                                                       |
| Außenläufer   | -                                  | Horst Szymaniak (Tasmania Berlin) Franz Beckenbauer (FC Bayern München) Wolfgang Weber (1. FC Köln) Willi Schulz (Hamburger SV)                | Max Lorenz (Werder Bremen) Heinz Steinmann (Werder Bremen)                                                                               |
| Halbstürmer   | -                                  | Werner Krämer (Meidericher SV) Lothar Ulsaß (Eintracht Braunschweig) Günter Netzer (Borussia Mönchengladbach) Peter Grosser (TSV 1860 München) | Wolfgang Overath (1. FC Köln) Timo Konietzka (TSV 1860 München) Jupp Heynckes (Borussia Mönchengladbach) Diethelm Ferner (Werder Bremen) |
| Rechtsaußen   | -                                  | Rudolf Brunnenmeier (TSV 1860 München) Alfred Heiß (TSV 1860 München) Reinhard Libuda (Borussia Dortmund)                                      | Jürgen Grabowski (Eintracht Frankfurt) Rudolf Nafziger (FC Bayern München) Karl-Heinz Thielen (1. FC Köln)                               |
| Linksaußen    | -                                  | Heinz Hornig (1. FC Köln) | Alfred Heiß (TSV 1860 München) Reinhard Libuda (Borussia Dortmund) Gert Dörfel (Hamburger SV)                                            |
| Mittelstürmer | -                                  | Uwe Seeler (Hamburger SV) Rudolf Brunnenmeier (TSV 1860 München)                                                                               | Sigfried Held (Borussia Dortmund) Heinz Strehl (1. FC Nürnberg)                                                                          |

### Sommer 1966
Veröffentlicht in der kicker-Ausgabe vom 5. September 1966 (36/1966). Die Rangliste bewertet das erste Halbjahr 1966.
| Position          | Weltklasse                                                                                     | Internationale Klasse                                                                                        | Im weiteren Kreis |
| ----------------- | ---------------------------------------------------------------------------------------------- | --- | --- |
| Torhüter          | Hans Tilkowski (Borussia Dortmund)                                                             | Sepp Maier (FC Bayern München) Günter Bernard (Werder Bremen)                                                | Manfred Manglitz (Meidericher SV) Günter Sawitzki (VfB Stuttgart) Peter Kunter (Eintracht Frankfurt)                                                                                   |
| Außenverteidiger  | Karl-Heinz Schnellinger (AC Mailand) Horst-Dieter Höttges (Werder Bremen)                      | Friedel Lutz (TSV 1860 München) Max Lorenz (Werder Bremen) Bernd Patzke (TSV 1860 München)                   | Josef Piontek (Werder Bremen) |
| Innenverteidiger  | Willi Schulz (Hamburger SV) Wolfgang Weber (1. FC Köln)                                        | Franz Beckenbauer (FC Bayern München) Klaus-Dieter Sieloff (VfB Stuttgart) Wolfgang Paul (Borussia Dortmund) | Friedel Lutz (TSV 1860 München) |
| Mittelfeldspieler | Franz Beckenbauer (FC Bayern München) Wolfgang Overath (1. FC Köln) Helmut Haller (FC Bologna) | - | Peter Grosser (TSV 1860 München) Max Lorenz (Werder Bremen) Günter Netzer (Borussia Mönchengladbach) Diethelm Ferner (Werder Bremen)                                                   |
| Rechtsaußen       | -                                                                                              | Albert Brülls (Brescia Calcio) Werner Krämer (Meidericher SV)                                                | Jürgen Grabowski (Eintracht Frankfurt) Alfred Heiß (TSV 1860 München) Reinhard Libuda (Borussia Dortmund) Rudolf Nafziger (FC Bayern München)                                          |
| Linksaußen        | -                                                                                              | Heinz Hornig (1. FC Köln) Lothar Emmerich (Borussia Dortmund)                                                | Bernd Rupp (Borussia Mönchengladbach) Dieter Brenninger (FC Bayern München) |
| Innenstürmer      | Uwe Seeler (Hamburger SV)                                                                      | Sigfried Held (Borussia Dortmund)                                                                            | Rudolf Brunnenmeier (TSV 1860 München) Werner Krämer (Meidericher SV) Lothar Ulsaß (Eintracht Braunschweig) Timo Konietzka (TSV 1860 München) Jupp Heynckes (Borussia Mönchengladbach) |

### Winter 1966/67
Veröffentlicht in der kicker-Ausgabe vom 2. Januar 1967 (1/1967). Die Rangliste bewertet das zweite Halbjahr 1966.
| Position          | Weltklasse                                                          | Internationale Klasse                 | Im weiteren Kreis |
| ----------------- | ------------------------------------------------------------------- | ------------------------------------- | --- |
| Torhüter          | -                                                                   | Sepp Maier (FC Bayern München)        | Horst Wolter (Eintracht Braunschweig) Günter Bernard (Werder Bremen) Manfred Manglitz (Meidericher SV) |
| Außenverteidiger  | -                                                                   | Horst-Dieter Höttges (Werder Bremen)  | Bernd Patzke (Hertha BSC) Hartmut Heidemann (Meidericher SV) Hans-Hubert Vogts (Borussia Mönchengladbach) Jürgen Kurbjuhn (Hamburger SV) Herward Koppenhöfer (1. FC Kaiserslautern) Max Lorenz (Werder Bremen) |
| Innenverteidiger  | Willi Schulz (Hamburger SV) Wolfgang Weber (1. FC Köln)             | Franz Beckenbauer (FC Bayern München) | Walter Schmidt (Eintracht Braunschweig) Wolfgang Paul (Borussia Dortmund) Michael Bella (Meidericher SV) |
| Mittelfeldspieler | Franz Beckenbauer (FC Bayern München) Wolfgang Overath (1. FC Köln) | Hans Küppers (TSV 1860 München)       | Peter Grosser (TSV 1860 München) Günter Netzer (Borussia Mönchengladbach) Diethelm Ferner (Werder Bremen) |
| Rechtsaußen       | -                                                                   | Bernd Dörfel (Hamburger SV)           | Jürgen Grabowski (Eintracht Frankfurt) Alfred Heiß (TSV 1860 München) Rudolf Nafziger (FC Bayern München) |
| Linksaußen        | -                                                                   | Sigfried Held (Borussia Dortmund)     | Bernd Rupp (Borussia Mönchengladbach) Lothar Emmerich (Borussia Dortmund) Gert Dörfel (Hamburger SV) Heinz Hornig (1. FC Köln) Dieter Brenninger (FC Bayern München)                                           |
| Innenstürmer      | Uwe Seeler (Hamburger SV)                                           | Sigfried Held (Borussia Dortmund)     | Gerd Müller (FC Bayern München) Lothar Ulsaß (Eintracht Braunschweig) Jupp Heynckes (Borussia Mönchengladbach)                                                                                                 |

### Sommer 1967
Veröffentlicht im Juli 1967. Die Rangliste bewertet das erste Halbjahr 1967.
| Position          | Weltklasse                                                          | Internationale Klasse | Im weiteren Kreis |
| ----------------- | ------------------------------------------------------------------- | --- | --- |
| Torhüter          | -                                                                   | Sepp Maier (FC Bayern München) Hans Tilkowski (Eintracht Frankfurt)                                                              | Horst Wolter (Eintracht Braunschweig) Norbert Nigbur (FC Schalke 04) |
| Außenverteidiger  | -                                                                   | Bernd Patzke (TSV 1860 München) Horst-Dieter Höttges (Werder Bremen) Hans-Hubert Vogts (Borussia Mönchengladbach)                | Hartmut Heidemann (MSV Duisburg) Lothar Schämer (Eintracht Frankfurt) Herward Koppenhöfer (1. FC Kaiserslautern) Werner Kik (Rot-Weiss Essen) Gerd Peehs (Borussia Dortmund) |
| Innenverteidiger  | Franz Beckenbauer (FC Bayern München) Willi Schulz (Hamburger SV)   | Wolfgang Weber (1. FC Köln) Klaus Fichtel (FC Schalke 04)                                                                        | Walter Schmidt (Eintracht Braunschweig) Joachim Bäse (Eintracht Braunschweig) Werner Olk (FC Bayern München)                                                                 |
| Mittelfeldspieler | Franz Beckenbauer (FC Bayern München) Wolfgang Overath (1. FC Köln) | Hans Küppers (TSV 1860 München) Günter Netzer (Borussia Mönchengladbach) Hans Siemensmeyer (Hannover 96)                         | Franz Roth (FC Bayern München) Klaus Zaczyk (Karlsruher SC) Günter Herrmann (Karlsruher SC) Werner Krämer (Hamburger SV)                                                     |
| Rechtsaußen       | -                                                                   | - | Jürgen Grabowski (Eintracht Frankfurt) Bernd Dörfel (Hamburger SV) Klaus Gerwien (Eintracht Braunschweig) Herbert Wimmer (Borussia Mönchengladbach)                          |
| Linksaußen        | -                                                                   | Hannes Löhr (1. FC Köln) | Bernd Rupp (Borussia Mönchengladbach) Lothar Emmerich (Borussia Dortmund) Willi Neuberger (Borussia Dortmund)                                                                |
| Innenstürmer      | -                                                                   | Gerd Müller (FC Bayern München) Uwe Seeler (Hamburger SV) Lothar Ulsaß (Eintracht Braunschweig) Christian Müller (Karlsruher SC) | Jupp Heynckes (Hannover 96) Sigfried Held (Borussia Dortmund) Rainer Ohlhauser (FC Bayern München) Walter Bechtold (Eintracht Frankfurt)                                     |

### Winter 1967/68
Veröffentlicht in der kicker-Ausgabe vom 27. Dezember 1967. Die Rangliste bewertet das zweite Halbjahr 1967.
| Position          | Weltklasse | Internationale Klasse | Im weiteren Kreis |
| ----------------- | ---------- | --- | --- |
| Torhüter          | -          | Sepp Maier (FC Bayern München) Horst Wolter (Eintracht Braunschweig) | Manfred Manglitz (MSV Duisburg) Jürgen Rynio (Karlsruher SC) Roland Wabra (1. FC Nürnberg) Rudolf Wimmer (Kickers Offenbach)                                                                                          |
| Außenverteidiger  | -          | Bernd Patzke (TSV 1860 München) Horst-Dieter Höttges (Werder Bremen) Hans-Hubert Vogts (Borussia Mönchengladbach)                                                                                          | Hartmut Heidemann (MSV Duisburg) Lothar Schämer (Eintracht Frankfurt) |
| Innenverteidiger  | -          | Willi Schulz (Hamburger SV) Wolfgang Weber (1. FC Köln) Franz Beckenbauer (FC Bayern München) Klaus Fichtel (FC Schalke 04) Joachim Bäse (Eintracht Braunschweig)                                          | Ferdinand Wenauer (1. FC Nürnberg) |
| Mittelfeldspieler | -          | Wolfgang Overath (1. FC Köln) Franz Beckenbauer (FC Bayern München) Heinz Strehl (1. FC Nürnberg) Hans Siemensmeyer (Hannover 96) Günter Netzer (Borussia Mönchengladbach) Hans Küppers (TSV 1860 München) | Franz Roth (FC Bayern München) |
| Rechtsaußen       | -          | - | Reinhard Libuda (Borussia Dortmund) Herbert Wimmer (Borussia Mönchengladbach) Horst Köppel (VfB Stuttgart) Jürgen Grabowski (Eintracht Frankfurt) Klaus Gerwien (Eintracht Braunschweig) Werner Görts (Werder Bremen) |
| Linksaußen        | -          | Hannes Löhr (1. FC Köln) | Georg Volkert (1. FC Nürnberg) Heinz Hornig (1. FC Köln) |
| Innenstürmer      | -          | Uwe Seeler (Hamburger SV) Gerd Müller (FC Bayern München) Franz Brungs (1. FC Nürnberg) Lothar Ulsaß (Eintracht Braunschweig)                                                                              | Peter Meyer (Borussia Mönchengladbach) Sigfried Held (Borussia Dortmund) Willi Neuberger (Borussia Dortmund) |

### Sommer 1968
Veröffentlicht im Juli 1968. Die Rangliste bewertet das erste Halbjahr 1968.
| Position          | Weltklasse                                                          | Internationale Klasse | Im weiteren Kreis |
| ----------------- | ------------------------------------------------------------------- | --- | --- |
| Torhüter          | -                                                                   | Horst Wolter (Eintracht Braunschweig) Sepp Maier (FC Bayern München) Günter Bernard (Werder Bremen)                      | Manfred Manglitz (MSV Duisburg) Jürgen Rynio (Karlsruher SC) Roland Wabra (1. FC Nürnberg)                                                       |
| Außenverteidiger  | -                                                                   | Horst-Dieter Höttges (Werder Bremen) Hans-Hubert Vogts (Borussia Mönchengladbach)                                        | Hartmut Heidemann (MSV Duisburg) Herward Koppenhöfer (1. FC Kaiserslautern) Bernd Patzke (TSV 1860 München) Lothar Schämer (Eintracht Frankfurt) |
| Innenverteidiger  | Franz Beckenbauer (FC Bayern München) Wolfgang Weber (1. FC Köln)   | Willi Schulz (Hamburger SV) Klaus Fichtel (FC Schalke 04) Ludwig Müller (1. FC Nürnberg)                                 | Peter Blusch (Eintracht Frankfurt) Joachim Bäse (Eintracht Braunschweig) Ferdinand Wenauer (1. FC Nürnberg)                                      |
| Mittelfeldspieler | Franz Beckenbauer (FC Bayern München) Wolfgang Overath (1. FC Köln) | Günter Netzer (Borussia Mönchengladbach)                                                                                 | Max Lorenz (Werder Bremen) Werner Krämer (Hamburger SV) Hans Siemensmeyer (Hannover 96) Franz Roth (FC Bayern München)                           |
| Rechtsaußen       | -                                                                   | Bernd Dörfel (Hamburger SV)                                                                                              | Horst Köppel (VfB Stuttgart) Klaus Gerwien (Eintracht Braunschweig) Werner Görts (Werder Bremen) Herbert Wimmer (Borussia Mönchengladbach)       |
| Linksaußen        | -                                                                   | Georg Volkert (1. FC Nürnberg)                                                                                           | Hannes Löhr (1. FC Köln) Bernd Rupp (Borussia Mönchengladbach)                                                                                   |
| Innenstürmer      | -                                                                   | Sigfried Held (Borussia Dortmund) Willi Neuberger (Borussia Dortmund) Uwe Seeler (Hamburger SV) Hannes Löhr (1. FC Köln) | Herbert Laumen (Borussia Mönchengladbach) Franz Brungs (1. FC Nürnberg) Heinz Strehl (1. FC Nürnberg) Lothar Ulsaß (Eintracht Braunschweig)      |

### Winter 1968/69
Veröffentlicht in der kicker-Ausgabe vom 30. Dezember 1968. Die Rangliste bewertet das zweite Halbjahr 1968.
| Position          | Weltklasse                                                          | Internationale Klasse | Im weiteren Kreis |
| ----------------- | ------------------------------------------------------------------- | --- | --- |
| Torhüter          | -                                                                   | Sepp Maier (FC Bayern München) Horst Wolter (Eintracht Braunschweig)                                                              | Norbert Nigbur (FC Schalke 04) Jürgen Rynio (Borussia Dortmund) Gerhard Heinze (VfB Stuttgart) |
| Außenverteidiger  | Hans-Hubert Vogts (Borussia Mönchengladbach)                        | Horst-Dieter Höttges (Werder Bremen) Bernd Patzke (TSV 1860 München) Max Lorenz (Werder Bremen)                                   | Michael Bella (MSV Duisburg) Herward Koppenhöfer (1. FC Kaiserslautern) |
| Innenverteidiger  | Franz Beckenbauer (FC Bayern München) Willi Schulz (Hamburger SV)   | Wolfgang Weber (1. FC Köln) Klaus Fichtel (FC Schalke 04) Ludwig Müller (1. FC Nürnberg)                                          | Joachim Bäse (Eintracht Braunschweig) Ferdinand Wenauer (1. FC Nürnberg) |
| Mittelfeldspieler | Franz Beckenbauer (FC Bayern München) Wolfgang Overath (1. FC Köln) | Günter Netzer (Borussia Mönchengladbach) Max Lorenz (Eintracht Braunschweig) Lothar Ulsaß (Eintracht Braunschweig)                | Bernd Dörfel (Eintracht Braunschweig) Herbert Wimmer (Borussia Mönchengladbach) Werner Krämer (Hamburger SV) Klaus Zaczyk (1. FC Nürnberg) Willi Neuberger (Borussia Dortmund) Jürgen Friedrich (1. FC Kaiserslautern) |
| Rechtsaußen       | -                                                                   | Bernd Dörfel (Eintracht Braunschweig)                                                                                             | Klaus Gerwien (Eintracht Braunschweig) Herbert Wimmer (Borussia Mönchengladbach) Werner Görts (Werder Bremen) Jürgen Grabowski (Eintracht Frankfurt)                                                                   |
| Linksaußen        | -                                                                   | - | Klaus Gerwien (Eintracht Braunschweig) Hannes Löhr (1. FC Köln) Georg Volkert (1. FC Nürnberg) Gert Dörfel (Hamburger SV)                                                                                              |
| Innenstürmer      | -                                                                   | Uwe Seeler (Hamburger SV) Sigfried Held (Borussia Dortmund) Gerd Müller (FC Bayern München) Lothar Ulsaß (Eintracht Braunschweig) | Hannes Löhr (1. FC Köln) Willi Neuberger (Borussia Dortmund) Rainer Ohlhauser (FC Bayern München) |

### Sommer 1969
Veröffentlicht in der kicker-Ausgabe vom 30. Juni 1969. Die Rangliste bewertet das erste Halbjahr 1969.
| Position          | Weltklasse                                                        | Internationale Klasse | Im weiteren Kreis |
| ----------------- | ----------------------------------------------------------------- | --- | --- |
| Torhüter          | -                                                                 | Sepp Maier (FC Bayern München) Horst Wolter (Eintracht Braunschweig)                                                                                            | Norbert Nigbur (FC Schalke 04) Jürgen Rynio (Borussia Dortmund) |
| Außenverteidiger  | Hans-Hubert Vogts (Borussia Mönchengladbach)                      | Horst-Dieter Höttges (Werder Bremen) Bernd Patzke (Hertha BSC)                                                                                                  | Michael Bella (MSV Duisburg) Herward Koppenhöfer (1. FC Kaiserslautern) |
| Innenverteidiger  | Franz Beckenbauer (FC Bayern München) Willi Schulz (Hamburger SV) | Hans-Hubert Vogts (Borussia Mönchengladbach) Wolfgang Weber (1. FC Köln) Klaus Fichtel (FC Schalke 04) Ludwig Müller (1. FC Nürnberg) Bernd Patzke (Hertha BSC) | Georg Schwarzenbeck (FC Bayern München) Detlef Pirsig (MSV Duisburg) Peter Anders (Hannover 96) |
| Mittelfeldspieler | Franz Beckenbauer (FC Bayern München)                             | Wolfgang Overath (1. FC Köln) Günter Netzer (Borussia Mönchengladbach) Max Lorenz (Eintracht Braunschweig)                                                      | Bernd Dörfel (Eintracht Braunschweig) Herbert Wimmer (Borussia Mönchengladbach) Klaus Zaczyk (1. FC Nürnberg) Willi Neuberger (Borussia Dortmund) Jürgen Friedrich (1. FC Kaiserslautern) Lothar Ulsaß (Eintracht Braunschweig) Helmut Schmidt (FC Bayern München) Jürgen Kalb (Eintracht Frankfurt) Willi Entenmann (VfB Stuttgart) Bernd Hölzenbein (Eintracht Frankfurt) |
| Rechtsaußen       | -                                                                 | - | Bernd Dörfel (Eintracht Braunschweig) Reinhard Libuda (FC Schalke 04) Herbert Wimmer (Borussia Mönchengladbach) Jürgen Grabowski (Eintracht Frankfurt) Werner Görts (Werder Bremen) |
| Linksaußen        | -                                                                 | - | Dieter Brenninger (FC Bayern München) Gert Dörfel (Hamburger SV) Horst Köppel (Borussia Mönchengladbach) Arno Steffenhagen (Hertha BSC) Georg Volkert (1. FC Nürnberg) Hans Rebele (TSV 1860 München) |
| Innenstürmer      | -                                                                 | Gerd Müller (FC Bayern München) Uwe Seeler (Hamburger SV) Sigfried Held (Borussia Dortmund)                                                                     | Lothar Ulsaß (Eintracht Braunschweig) Rainer Ohlhauser (FC Bayern München) Jupp Heynckes (Hannover 96) Werner Weist (Borussia Dortmund) |

### Winter 1969/70
Veröffentlicht in den kicker-Ausgaben vom 22. Dezember 1969 (102+103/1969) und vom 29. Dezember 1969 (104/1969). Die Rangliste bewertet das zweite Halbjahr 1969.
| Position          | Weltklasse                                                        | Internationale Klasse                                                                                                  | Im weiteren Kreis |
| ----------------- | ----------------------------------------------------------------- | --- | --- |
| Torhüter          | -                                                                 | Manfred Manglitz (1. FC Köln) Sepp Maier (FC Bayern München) Horst Wolter (Eintracht Braunschweig)                     | Norbert Nigbur (FC Schalke 04) Jürgen Rynio (Borussia Dortmund) Volkmar Groß (Hertha BSC) |
| Außenverteidiger  | Hans-Hubert Vogts (Borussia Mönchengladbach)                      | Horst-Dieter Höttges (Werder Bremen) Bernd Patzke (Hertha BSC)                                                         | Michael Bella (MSV Duisburg) |
| Innenverteidiger  | Franz Beckenbauer (FC Bayern München) Willi Schulz (Hamburger SV) | Klaus Fichtel (FC Schalke 04) Ludwig Müller (Borussia Mönchengladbach) Klaus-Dieter Sieloff (Borussia Mönchengladbach) | Wolfgang Weber (1. FC Köln) |
| Mittelfeldspieler | Wolfgang Overath (1. FC Köln)                                     | Günter Netzer (Borussia Mönchengladbach)                                                                               | Max Lorenz (Eintracht Braunschweig) Klaus Zaczyk (Hamburger SV) Willi Entenmann (VfB Stuttgart) Franz Roth (FC Bayern München) Peter Dietrich (Borussia Mönchengladbach) Jürgen Friedrich (1. FC Kaiserslautern) |
| Rechtsaußen       | -                                                                 | Reinhard Libuda (FC Schalke 04)                                                                                        | Jürgen Grabowski (Eintracht Frankfurt) Bernd Dörfel (Eintracht Braunschweig) Herbert Wimmer (Borussia Mönchengladbach) Arno Steffenhagen (Hertha BSC)                                                            |
| Linksaußen        | -                                                                 | - | Erich Maas (Eintracht Braunschweig) Sigfried Held (Borussia Dortmund) Jürgen Grabowski (Eintracht Frankfurt) Dieter Brenninger (FC Bayern München)                                                               |
| Innenstürmer      | -                                                                 | Gerd Müller (FC Bayern München) Uwe Seeler (Hamburger SV) Sigfried Held (Borussia Dortmund)                            | Lorenz Horr (Hertha BSC) Jupp Heynckes (Hannover 96) Herbert Laumen (Borussia Mönchengladbach) |